# Euthalia albescens
Euthalia albescens är en fjärilsart som beskrevs av Clayton Dissinger Mell 1923. Euthalia albescens ingår i släktet Euthalia och familjen praktfjärilar. Inga underarter finns listade i Catalogue of Life.